# ウィリアム・セオドア・ド・バリー
ウィリアム・セオドア・ド・バリー（英語: Wm. Theodore de Bary、1919年8月9日 - 2017年7月14日）は、アメリカ合衆国の東洋思想学者。コロンビア大学の教授・理事を70年近くにわたって務めた。

## 経歴
出生から修学期
1919年、ニューヨーク州ブロンクス区で生まれた。父のウィリアム・ド・バリーは、1914年にドイツからアメリカに渡ってきた移民であった。両親は彼が幼いころに離婚し、母はシングルマザーとして彼を育てた。父との区別のためにWm.と名乗った。1937年にコロンビア大学に入学し、中国語学を専攻。卒業後は、ハーバード大学大学院に進み、その後アメリカ海軍日本語学校へ入校。太平洋戦線においては情報部に配属された。
第二次世界大戦後
戦後、コロンビア大学において1948年に修士号を取得、1953年に博士号を取得した。博士号取得の学位論文は『黄宗羲『明夷待訪録』について』であった。その後、教授昇格。角田柳作に学び、ドナルド・キーンとは友人で、来日したこともある。1974年、アメリカ芸術科学アカデミー会員に選出された。2017年に死去。

## 研究内容・業績
専門は東洋学ならびに東洋思想史。非アジア系学生の勉学のために日本、中国、インドの古典を英訳し、儒教の根底にある民主主義性を明らかにした。また、新儒学の研究でも新たな分野を開拓した。

## 家族・親族
- 長女：ブレット・ド・バリーは柄谷行人の『日本近代文学の起源』の英訳を行った。

## 著作
日本語訳された著書
- 『朱子学と自由の伝統』山口久和訳、平凡社選書 1987